# Sobeys
Pour les articles homonymes, voir Sobey.
Sobeys est une chaîne de supermarchés canadienne dont le siège social se trouve à Stellarton, en Nouvelle-Écosse. Sobeys possède des supermarchés dans les dix provinces du Canada.

## Histoire
En 1998, Sobeys acquiert le Groupe Oshawa et ses deux filiales (Hudon et Deaudelin, Serca) pour la somme de 1,5 milliard de dollars.
En juillet 2013, Sobeys acquiert Safeway Canada et ses 218 points de vente, pour 5,8 milliards de dollars.
En juillet 2014, Agropur acquiert les 4 usines de transformations du lait dans l'ouest du Canada de Sobeys pour 356 millions de dollars.

## Autres chaînes appartenant à Sobeys
Sobeys possède plusieurs autres enseignes de supermarchés, acquises pour certaines lors du rachat du groupe Oshawa en 1998.
- IGA, IGA extra, IGA Coop, IGA express, Bonichoix, Marché Tradition , Voisin et Rachelle Béry  au Québec. Il y a aussi 90 magasins IGA dans l'Ouest canadien et 115 en Ontario, bien que ces derniers devraient changer de nom[4] ;
- Price Chopper ;
- Foodland dans les provinces de l'Atlantique et l'Ontario ;
- Food Town dans l'Ouest canadien ;
- MarketPlace IGA en Colombie-Britannique ;
- Farmboy en Ontario.

## Marque distributeur
Sobeys offre une gamme de produits de sa propre marque distributeur du nom de Compliments et Panache, à l'image de la marque Le Choix du Président des supermarchés Loblaws. La marque Compliments est également distribuée en France, à Saint-Pierre-et-Miquelon.